# Noche (canción de Nicole)
«Noche» es una canción de la cantante chilena Nicole, fue lanzado en 1998 del tercer sencillo del álbum Sueños en tránsito.

## Video musical
La canción no tiene videoclip oficial, solo ha sido editada en vivo en 2010, en el álbum CD+DVD Nicole: 20 años. 

## Lista de canciones
CD Single:
1. Noche - 2:28